# The Britons
The Britons war eine antisemitische und gegen Einwanderungen gerichtete britische Organisation, die im Juli 1919 von Henry Hamilton Beamish gegründet wurde. Diese Organisation verbreitete Literatur und Zeitschriften mit religiösen, wirtschaftlichen, politischen und radikalen antisemitischen Inhalten.

## Geschichte
The Britons wurde als Organisation 1919 in London von Beamish gegründet, der sich durch seinen Aufenthalt in Südafrika zu einem Antisemiten entwickelt hatte und in der Silver Badge Party, einer Organisation von dekorierten britischen Nachkriegssoldaten, aktiv war. Als er Großbritannien 1919 vor einer Gerichtsverhandlung verlassen hatte, wurden The Britons von John Henry Clarke bis zu dessen Tod in 1931 geführt. The Britons wollte alle Juden aus Großbritannien deportieren, außer denjenigen, die nachwiesen, dass Großeltern britischstämmig waren. Insbesondere plädierten Beamish und Arnold Leese von der britischen Imperial Fascist League für eine Deportation nach dem Madagaskarplan nach Madagaskar, andere nach Palästina.
Diese Bewegung publizierte Zeitschriften durch Verlage, beispielsweise der Judaic Publishing Company und der Britons Publishing Company von Beamish wie Jewry Ueber Alles (1920)  (später Hidden Hand), The British Guardian und The Investigator, (1937)  die das Hakenkreuz als Emblem verwendeten und Aussagen wie For Crown and Country (deutsch: Für Krone und Land), Blood and soil (deutsch: Blut und Boden) verwendeten. 1932 wurde der Verlag die Britons Publishing Company und die The Britons getrennt. Es wurden antisemitische Bücher verlegt wie die Protokolle der Weisen von Zion. The Britons veröffentlichte 1922 unter dem Titel Jewis bolshewism ein Traktat mit Karikaturen über die jüdische Herkunft führender Bolschewiki wie Lenin, Karl Radek und anderen.